# Stade Toulousain
L'Estadi Tolosenc (en francès: Stade Toulousain, en occità: Estadi Tolosenc), més conegut com el Tolosa, és un club multiesportiu occità amb seu a Tolosa de Llenguadoc del qual la secció principal és la de rugbi a 15 que participa en el Campionat de França de rugbi a 15.

## Història
La secció de rugbi va ser fundada a finals del segle xix per un grup d'estudiants anarco-sindicalistes dins del club omnisports de l'Stade olympien des étudiants toulousains (SOET). Del corrent anarquista comunista, en va heretar els colors (vermell i negre) que són també el dels capítols de Tolosa i del nom del primer estadi: la vierge rouge. Amb aquest primer nom (SOET), el club va disputar la final del campionat de França de 1903. Finalment Les Étudiants es van fusionar amb els rugbistes de l'escola de veterinària de Tolosa, formant l'Stade Toulousain (1907).
El 31 de març de 1912, a l'Stade des Ponts-Jumeaux de Tolosa, l'Stade Toulousain va vèncer el Ràcing Club de France, amb un resultat de 8-6. D'aquesta manera va aconseguir el seu primer títol de campió de França. Gràcies a l'haver acabat aquella temporada imbatut, se li va donar el sobrenom de Vierge Rouge. Tanmateix, després d'aquell any, van fer falta deu temporades per tornar a veure com s'enduia un nou títol.
Durant els anys 20 el rugbi es va convertir en l'esport rei a França. Aquesta dècada va veure el Tolosa guanya cinc títols de campió de França (1922, 1923, 1924, 1926 i 1927). Després d'aquesta primera època gloriosa, els de Tolosa van haver d'esperar fins a l'any 1947 per tornar a guanyar un campionat de França.
Els anys 80 el club va esdevenir el referent del campionat de rugbi francès. Les dues darreres dècades del segle xx, l'Estadi Tolosenc va ser un dels millors clubs d'Europa. Des del 1985, ha guanyat el Bouclier de Brennus nou cops, quatre de les quals de manera consecutiva (de 1994 a 1997). També va ser el primer club a guanyar la Copa d'Europa de rugbi l'any 1996.

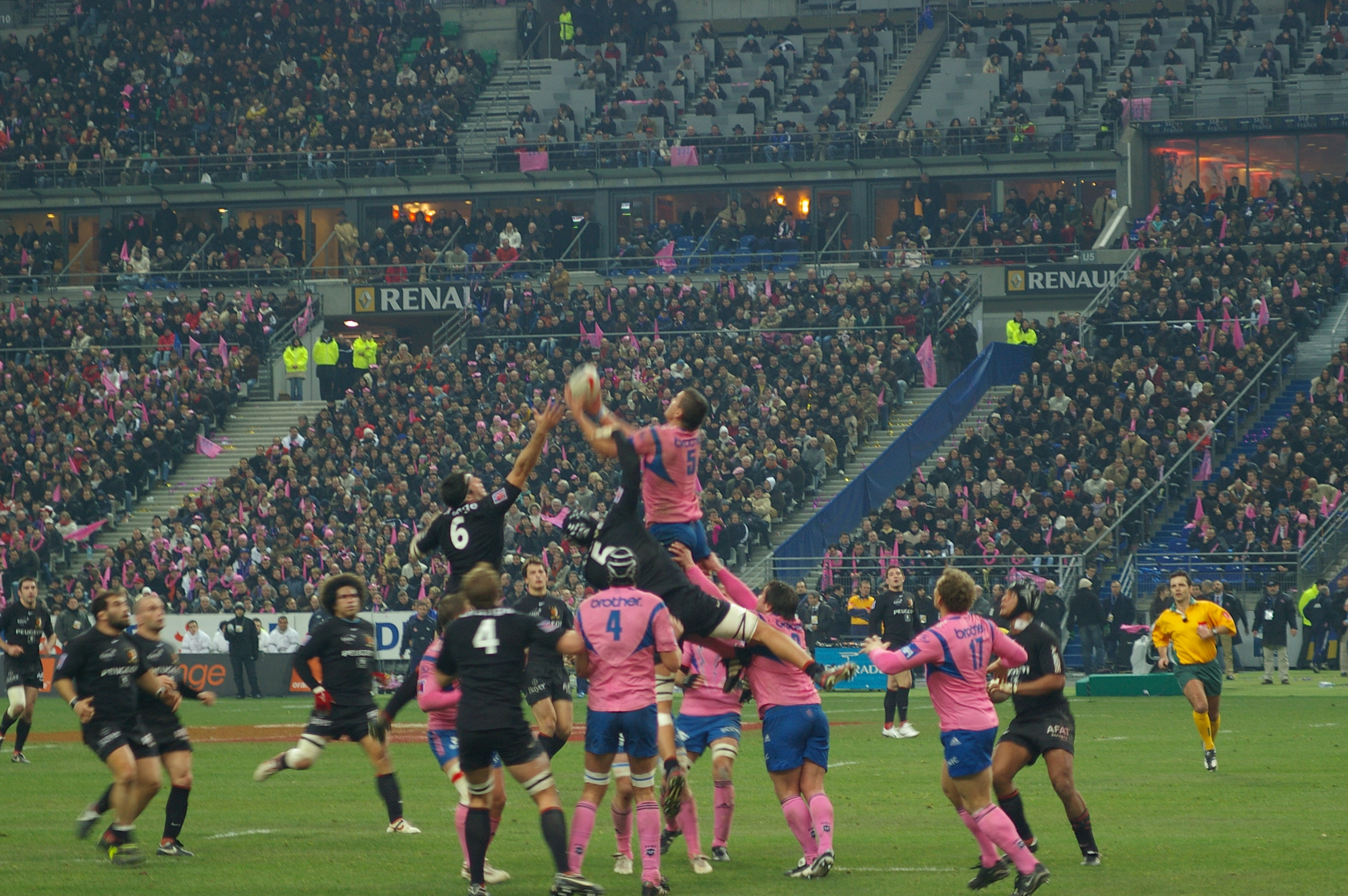
Partit del Tolosa contra l'Stade Français de París

Actualment, el club posseeix dos altres rècords: el de nombre de títols de Campió de França (19, davant l'Stade français amb 13 i l'AS Béziers amb 11) i el de nombre de copes d'Europa (4). L'equip de Tolosa és també l'únic equip europeu en haver participat en totes les edicions de la Heineken Cup des de la seva creació. És també el que ha disputat el major nombre de partits en aquesta competició (72 en data de la final del 2005) i el que ha marcat el major nombre de punts, així com el major nombre d'assajos. El 1998, l'equip va inscriure el rècord d'assajos en un sol partit (setze), el major nombre de punts (108), així com el marge més ampli de punts (amb una diferència de 92), tot plegat contra el Ebbw Vale. Avui en dia el club compta amb més de 90 internacionals seleccionats al llarg de la seva història.
L'Estadi Tolosenc disposa d'importants mitjans i està constituït per set seccions esportives diferents, de les quals el rugbi i el tennis en són les principals. És propietari també del seu estadi, l'estadi Ernest-Wallon, anomenat popularment Stade des Sept Deniers, nom del barri on s'allotja. L'Ernest-Wallon va ser construït la temporada 1978-79 i ha estat recentment renovat. Disposa d'una capacitat per a 19.500 espectadors. Tot i així, tot i ser un dels estadis de rugbi més grans de França, l'estadi Ernest-Wallon és massa petit. Pels grans esdeveniments el Tolosa es trasllada al camp del Toulouse Football Club, jugant d'aquesta manera a l'Stadium, d'una capacitat que dobla la de l'Ernest-Wallon (38.000 espectadors aproximadament). L'Estadi Tolosenc rep una mitjana de 19.050 espectadors per partit, té 9.578 abonats (dades de la temporada 2006/2007) i 250 empreses col·laboradores.

## Jugadors destacats
Hi ha hagut molts jugadors de renom que han dut la samarreta del Tolosa: Jean-Claude Skrela, Jean-Pierre Rives, Walter Spanghero, Denis Charvet, Christophe Deylaud, Émile Ntamack, Didier Codorniou, Thomas Castaignède, Christian Califano, Fabien Pelous, Yannick Jauzion, William Servat i l'actual capità de la selecció nacional de rugbi de França Thierry Dusautoir.

## Palmarès

### Primer equip, títols estatals i europeus
- Copa d'Europa de rugbi a 15
  - Campió: 1996, 2003, 2005, 2010, 2021 i 2024 (6)
  - Finalista: 2004 i 2008
- Campionat de França de rugbi a 15
  - Campió: 1912, 1922, 1923, 1924, 1926, 1927, 1947, 1985, 1986, 1989, 1994, 1995, 1996, 1997, 1999, 2001, 2008, 2011, 2012, 2019, 2021, 2023, 2024 i 2025 (24)
  - Finalista: : 1903 (SOE Toulousains), 1909, 1921, 1969, 1980, 1991, 2003 i 2006
- Challenge Yves du Manoir
  - Campió: 1934, 1988, 1993, 1995 i 1998
  - Finalista: 1971, 1984
- Copa de França de rugbi a 15
  - Campió: 1946, 1947 i 1984
  - Finalista: 1949 i 1985
- Copa de l'Esperança
  - Campió: 1916 i 1940
  - Finalista: 1917
- Trofeu dels Campions
  - Campió: 2001

## Finals disputades

### Campionat de França
| Data de la final   | Vencedor           | Finalista                 | Resultat | Lloc de la final                       | Espectadors |
| 26 d'abril de 1903 | Stade français     | Stade toulousain (SOE)    | 16-8     | Prairie des Filtres, Tolosa            | 5.000       |
| 4 d'abril de 1909  | Stade bordelais UC | Stade toulousain          | 17-0     | Estadi dels Ponts Bessons, Tolosa      | 15.000      |
| 31 de març de 1912 | Stade toulousain   | Racing club de France     | 8-6      | Estadi dels Ponts Bessons, Tolosa      | 15.000      |
| 17 d'abril de 1921 | USAP Perpinyà      | Stade toulousain          | 5-0      | Parc des Sports de Sauclières, Besiers | 20.000      |
| 23 d'abril de 1922 | Stade toulousain   | Aviron bayonnais          | 6-0      | Route du Médoc, Le Bouscat             | 20.000      |
| 13 de maig de 1923 | Stade toulousain   | Aviron bayonnais          | 3-0      | Stade Yves-du-Manoir, Colombes         | 15.000      |
| 27 d'abril de 1924 | Stade toulousain   | USAP Perpinyà             | 3-0      | Parc Lescure, Bordeus                  | 20.000      |
| 2 de maig de 1926  | Stade toulousain   | USAP Perpinyà             | 11-0     | Parc Lescure, Bordeus                  | 25.000      |
| 29 de maig de 1927 | Stade toulousain   | Stade français            | 19-9     | Estadi dels Ponts Bessons, Tolosa      | 20.000      |
| 13 d'abril de 1947 | Stade toulousain   | SU Agen                   | 10-3     | Estadi dels Ponts Bessons, Tolosa      | 25.000      |
| 18 de maig de 1969 | CA Bègles          | Stade toulousain          | 11-9     | Stade de Gerland, Lió                  | 22.191      |
| 25 de maig de 1980 | AS Béziers         | Stade toulousain          | 10-6     | Parc des Princes, París                | 43.350      |
| 25 de maig de 1985 | Stade toulousain   | RC Toulon                 | 36-22 AP | Parc dels Prínceps, París              | 37.000      |
| 24 de maig de 1986 | Stade toulousain   | SU Agen                   | 16-6     | Parc dels Prínceps, París              | 45.145      |
| 27 de maig de 1989 | Stade toulousain   | RC Toulon                 | 18-12    | Parc dels Prínceps, París              | 48.000      |
| 1 de juny de 1991  | CA Bègles          | Stade toulousain          | 19-10    | Parc des Princes, París                | 48.000      |
| 28 de maig de 1994 | Stade toulousain   | AS Montferrand            | 22-16    | Parc dels Prínceps, París              | 48.000      |
| 6 de maig de 1995  | Stade toulousain   | Castres olympique         | 31-16    | Parc dels Prínceps, París              | 48.615      |
| 1 de juny de 1996  | Stade toulousain   | CA Brive                  | 20-13    | Parc dels Prínceps, París              | 48.162      |
| 31 de maig de 1997 | Stade toulousain   | CS Bourgoin               | 12-6     | Parc dels Prínceps, París              | 44.000      |
| 29 de maig de 1999 | Stade toulousain   | AS Montferrand            | 15-11    | Stade de France, Saint-Denis           | 78.000      |
| 9 de juny de 2001  | Stade toulousain   | AS Montferrand            | 34-22    | Stade de France, Saint-Denis           | 78.000      |
| 7 de juny de 2003  | Stade français     | Stade toulousain          | 32-18    | Stade de France, Saint-Denis           | 78.000      |
| 10 de juny de 2006 | Biarritz olympique | Stade toulousain          | 40-13    | Stade de France, Saint-Denis           | 78.000      |
| 28 de juny de 2008 | Stade toulousain   | AS Montferrand            | 26-20    | Stade de France, Saint-Denis           | 79.000      |
| 4 de juny del 2011 | 'Stade Toulousain' | Montpellier Hérault rugby | 15-10    | Stade de France, Saint-Denis           | 78.000      |

### Copa d'Europa
| Data de la final    | Vencedor         | Finalista                      | Resultat | Lloc de la final             | Espectadors |
| 7 de gener de 1996  | Stade toulousain | Cardiff RFC                    | 21-18 AP | Arms Park, Cardiff           | 21.800      |
| 24 de maig de 2003  | Stade toulousain | USAP Perpinyà                  | 22-17    | Lansdowne Road, Dublín       | 28.600      |
| 23 de maig de 2004  | London Wasps     | Stade toulousain               | 27-20    | Twickenham, Londres          | 73.057      |
| 22 de maig de 2005  | Stade toulousain | Stade français CASG Paris      | 18-12 AP | Murrayfield, Edimburg        | 51.326      |
| 24 de maig de 2008  | Munster Rugby    | Stade toulousain               | 16-13    | Millennium Stadium, Cardiff  | 80.000      |
| 22 de maig del 2010 | Stade toulousain | Biarritz olympique Pays Basque | 21-19    | Stade de France, Saint-Denis | 80.000      |

## Presidents
- Ernest Wallon: 1907 - 1912
- Charles Audry: 1912 - 1930
- André Haon: 1930 - 1935
- Albert Ginesty: 1935 - 1938
- Louis Thomas: 1938- 1942
- Pierre Pons: 1942 - 1944
- Louis Puech: 1944 -1951
- Philippe Struxiano: 1951-1954
- Henri Cazaux: 1954 - 1957
- André Brouat: 1964 - 1966
- Henri Fourès: 1966 - 1973
- Henri Cazaux: 1974 - 1980
- Jean Fabre: 1980 - 1989
- Jean-René Bouscatel: 1992 -